# Smith Center for the Performing Arts
El Smith Center for the Performing Arts está situado en los 61 acres del Parque Symphony del centro de Las Vegas y es el centro de un centro de artes de 5 acres, de nivel mundial que consiste en tres teatros en dos edificios; el proyecto de $ 470 millones fue empezado el 26 de mayo de 2009. El estilo de diseño neo-art déco fue elegido por David M. Schwarz para hacer eco de los elementos de diseño arquitectónica en Nevada, la presa Hoover, a solo 30 millas al sureste. El centro cuenta con una torre de carillón de 17 pisos que contiene 47 campanas y es el primer centro de artes escénicas en el país en ser certificado como LEED Gold. Se inauguró el 10 de marzo de 2012. 